# Preistoria della Polonia

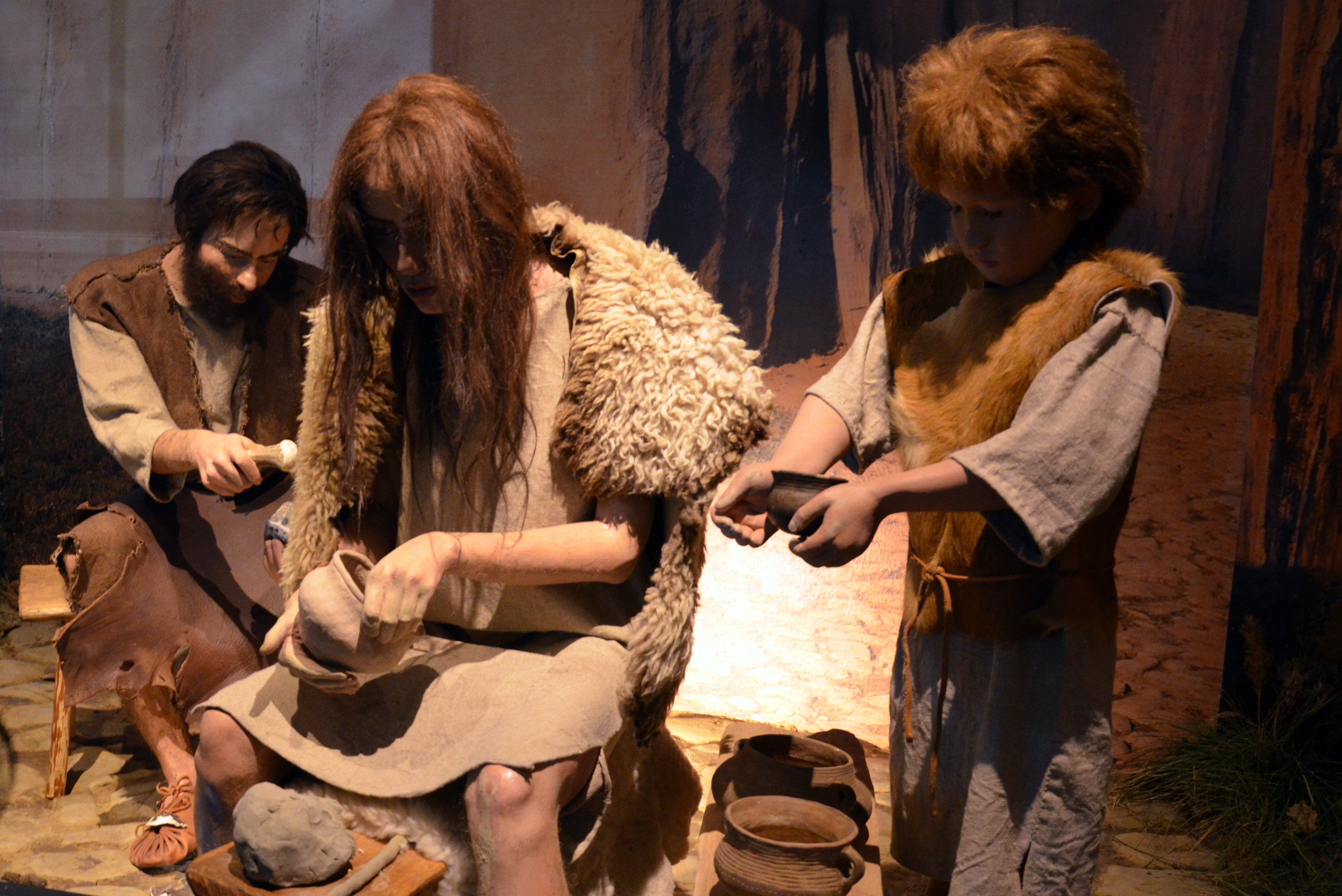
Ricostruzione di vita preistorica in Polonia

La preistoria della Polonia è il periodo che va dalla prima apparizione del genere Homo sul territorio della moderna Polonia fino all'età del ferro.

## Paleolitico

### Homo sapiens
I primi Homo sapiens (Homo sapiens sapiens, del tipo Cro-Magnon) apparvero nel Paleolitico superiore, che è durato dal 40.000 al 9.000 a.C.. Durante la parte più fredda di questo periodo era glaciale, tra 20.000 e il 15.000 a.C., gli esseri umani non abitarono in Polonia ma ricomparvero nel periodo successivo.
Le genti del paleolitico superiore erano specializzate nella caccia in gruppo di grandi mammiferi. Le loro esigenze nutrizionali erano soddisfatte in gran parte dal consumo di carne, essendo la vegetazione limitata alla tundra e alla steppa e il terreno coperto da ghiaccio e neve per lunghi periodi.
Rydno è un complesso di siti archeologici lungo la valle del fiume Kamienna tra Skarżysko-Kamienna e Wąchock. Diverse centinaia di resti di siti da campo paleolitici sono stati localizzati sul posto, che lo rende il più grande accumulo al mondo di tali ritrovamenti. Datano ad un periodo molto lungo dal musteriano, alla cultura di Amburgo dei cacciatori di renne. Il paleolitico finale è rappresentato dalla cultura di Komornica, dal nome di un villaggio nella contea di Legionowo.
Una fonte ricca di siti tardo paleolitici e manufatti (cultura magdaleniana, 14500 a.C.) è la valle del fiume Prądnik. Tracce più recenti del paleolitico di cultura swideriana, Federmesser e Ahrenburgian erano situati a Stare Marzy vicino a Świecie.

## Mesolitico
Il Mesolitico durò dal 9000 a.C. (rapido riscaldamento del clima) al 5500 a.C. (arrivo dei primi agricoltori della zona del Danubio). È stato l'ultimo periodo in cui l'economia era basata sulla caccia e la raccolta. Cacciatori e pescatori lavoravano individualmente o in piccoli gruppi per catturare animali grandi e piccoli con trappole, giavellotti, archi e frecce, barche e attrezzature per la pesca, utilizzando anche i cani. Le donne erano impegnate nella raccolta di prodotti come radici, erbe, noci, uova di uccelli, molluschi, frutta o miele. Gli strumenti erano realizzati in materiali come la pietra (ad esempio selce), osso, legno, corno, o materiale vegetale per le corde e i cesti. Le figurine di animali erano fatte di ambra.

## Neolitico

### Introduzione dell'agricoltura, culture danubiane
L'inizio dell'era neolitica ebbe luogo in Polonia intorno al 5500 a.C., con l'arrivo di nuove popolazioni dal medio-Danubio, che allevavano il bestiame, coltivavano i campi e producevano ceramiche e strumenti con la superficie liscia. Provenivano in origine dai Balcani e ancora prima dall'Anatolia. Esse formarono le prime comunità rurali stanziali, segnando in tal modo il più fondamentale progresso della civiltà umana.
I nuovi arrivati rappresentano la cultura della ceramica lineare. La loro cultura uniforme sopravvisse in Polonia nella sua forma originale fino a circa 4600 a.C. Nonostante il grande impatto che produssero, le prime ondate migratorie furono composte da piccoli gruppi, centinaia, o al massimo poche migliaia di persone, a giudicare dalle dimensioni degli insediamenti conosciuti. Popolarono principalmente i terreni fertili delle alture meridionali e le valli fluviali più a nord, fino al Mar Baltico. Hanno convissuto accanto ai più numerosi gruppi di indigeni che ancora avevano uno stile di vita mesolitico, ma durante i tempi della cultura della ceramica lineare non ci fu molta interazione, essendo i due gruppi stanziati in ambienti diversi. I loro villaggi consistevano di case lunghe comuni, a volte fino a una dozzina, di forma rettangolare, a volte lunghe anche 30 m, sostenute da pali di legno, le più antiche delle quali provengono dalla regione della Bassa Slesia. Uno di questi siti, risalente al 5000 a.C. circa, è stato portato alla luce a Olszanica, vicino a Cracovia.
Grandi complessi danubiani sono stati scavati negli ultimi anni nella zona Targowisko e Szarów (contea di Wieliczka), area di colline Löss fertili. Gli insediamenti comprendevano enormi case, anche di più di 50 metri di lunghezza, nonché impianti industriali, estesi continuamente su una striscia di terra lunga più di tre chilometri. Alcune delle strutture individuate erano interconnesse, come nel caso degli edifici collegati da un cortile e protetti da una recinzione comune.
Le piante erano coltivate per lo più in piccoli giardini nelle vicinanze, ma il grano e l'orzo erano coltivati anche su piccoli campi ottenuti bruciando la foresta. In assenza di aratri a trazione animale, la terra veniva zappato manualmente. L'attività di incendio della foresta portò cambiamenti ecologici e ambientali significativi nella Piccola Polonia, in Slesia e Cuiavia. Più lontano vi erano i pascoli, localizzati in aree di circa 10 km di diametro. Bovini, ovini e caprini erano più numerosi nelle pianure settentrionali, dove il terreno era meno fertile. Le genti danubiane si tenevano in contatto con altre comunità, scambiando merci, tra cui quelle delle loro regioni di origine al di là dei Carpazi.
Dopo il 5000 a.C. nuove ondate di immigrati arrivati ancora una volta dal sud accelerarono il processo di differenziazione della società agricola in diverse culture distinte. Nel bacino del fiume Oder in si diffuse la cultura della ceramica decorata a punzone, mentre nel bacino del fiume Vistola apparvero le culture Lengyel e Polgár. Le case erano ora di forma trapezoidale allungata, lunghe fino a 40 metri, raggruppate in complessi più estesi, spesso protetti da mura, fossati e altre fortificazioni; tali misure difensive servirono presumibilmente per difendersi dalla popolazione indigena mesolitica o da altri insediamenti danubiani. I grandi cimiteri e tombe, tra cui le prime cosiddette tombe "principesche" (le principesse erano sepolte con collane importati di rame, orecchini e diademi, oltre a decorazioni fatte a in loco), testimoniano l'emergere di una società relativamente più ricca. L'allevamento del bestiame, il commercio e lavorazione del terreno fornivano il sostentamento di base. Il sale era ottenuto e scambiato e divenne una delle più ambite materie prime, in un primo momento probabilmente per preservare gli alimenti. Le sorgenti di sale di Wieliczka furono utilizzate già dalla genti della cultura di Lengyel, che ci hanno lasciato recipienti di ceramica utilizzati nella sua produzione. Le genti danubiane produssero molti oggetti riccamente decorati, tra cui i contenitori terracotta con ornamenti di teste di animali e figurine di donne.
La cultura agricola di Malice della Polonia meridionale (dal V millennio a.C. fino al 3800 a.C.), dal nome di un sito presso Malice vicino a Sandomierz, è stata la prima cultura neolitica del nord dei Carpazi ad espandersi verso sud.

### Culture neolitiche autoctone
Dopo il 4500 a.C. la cultura di Ertebølle, di origine nord-occidentale, entrò nella sua fase ceramica con le sue tipiche rozze produzioni fittili. Vissero sulle rive del Mar Baltico e facevano largo utilizzo delle risorse del mare, mostrano modi di vita ancora fortemente mesolitici. Nel loro insediamento a Dąbki, vicino a Koszalin, è stata trovata ceramica decorata a punzone, forse ottenuta dalle genti danubiane.
Le popolazioni indigene mesolitiche furono lentamente assimilate e gradualmente adottarono le tecnologie della rivoluzione neolitica, a cominciare dall'uso della ceramica. Ci vollero circa mille anni prima che adottatassero anche l'agricoltura e l'allevamento. Successivamente si interessarono alle zone più fertili utilizzate dalle culture danubiane, diventando una costante minaccia che costrinse i contadini danubiani a fortificare i loro insediamenti. I gruppi post-mesolitici nativi si espansero anche in meno tradizionali aree di sviluppo agricolo, insediandosi anche in ambienti ecologicamente meno favorevoli come i terreni sabbiosi.

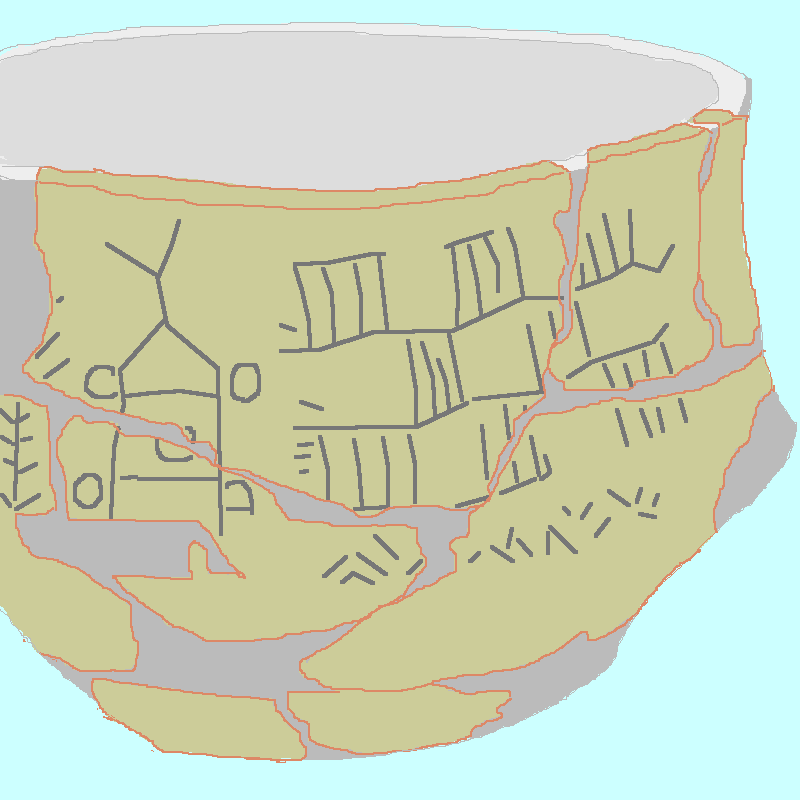
Vaso di Bronocice

La prima cultura nativa veramente neolitica è stata la cultura del bicchiere imbutiforme, che prende il nome dalla forma delle loro ceramiche tipiche. Si sviluppò a partire dal 4400 a.C. circa e durò circa duemila anni. Come altre culture post-mesolitiche, la cultura del bicchiere imbutiforme era una cultura megalitica. Costruì tombe di grandi pietre, alcune delle quali di dimensioni enormi (ad esempio strutture trapezoidali fino a 150 metri di lunghezza), simili a piramidi. L'inizio delle culture post-mesolitiche in Polonia coincide con l'inizio del periodo eneolitico nei Balcani. Oggetti in rame, per lo più ornamentali o di lusso, furono importati e poi realizzati in loco, in primo luogo dai danubiani e poi dagli indigeni. Strutture per la lavorazione del rame sono state identificate a Złota nei pressi di Sandomierz. Tra gli oggetti decorativi di argilla vi sono delle rappresentazioni realistiche di animali e contenitori con immagini incise. Su un vaso trovato a Bronocice, contea di Pińczów (3400 a.C.) è rappresentata la più antica figura di un carro a quattro ruote della storia. Gli utensili di pietra erano molto più sviluppati che in passato, con caratteristiche superfici lisce. Gli insediamenti erano composti da edifici rettangolari come quelli rinvenuti a Gródek Nadbużny vicino a Hrubieszów, (dove sono stati trovati resti di un telaio verticale per la tessitura), a Niedźwiedź vicino a Cracovia, e nel nord della Polonia a Barłożno, Starogard Gdański, dove le strutture sono simili a quelle di Niedźwiedź.
Originari dalle pianure dell'Europa centrale, le genti del bicchiere imbutiforme furono in grado di coltivare grandi distese di terreno, ottenuto attraverso un ampio processo di disboscamento; importante fu anche il ruolo dell'allevamento. Migrarono a sud, nelle regioni precedentemente occupate dalle culture danubiane, fino alla Boemia e alla Moravia. Essendo più numerosi, meglio adattati all'ambiente circostante, più organizzati ed economicamente produttivi, le genti della cultura del bicchiere imbutiforme sostituirono le culture danubiane nella loro fase tardiva.

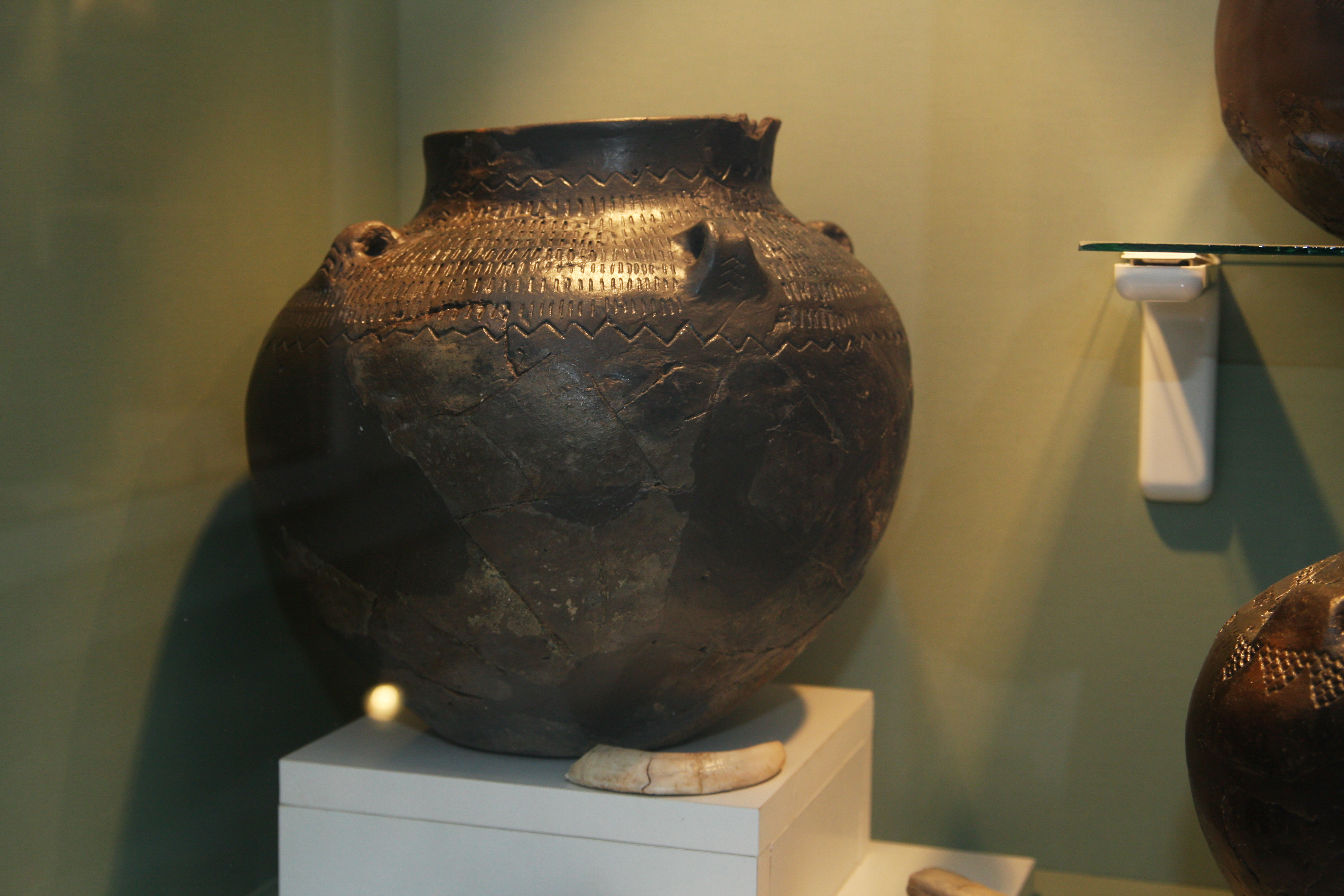
Anfora globulare

La cultura delle anfore globulari è la cultura neolitica successiva più importante. Nacque nella pianura polacca durante la prima metà del IV millennio a.C., è durò fino al 2400 a.C. circa; prende il nome dalla forma rigonfia di sue ceramiche tipiche. Era specializzata nell'allevamento e viveva in uno stato costante di semi-nomadismo, alla ricerca di pascoli migliori. Questo stile di vita semi-nomade fu probabilmente reso necessario dalle cattive condizioni dei terreni, ormai impoveriti e resi sterili a causa dello sfruttamento estensivo dei secoli precedenti. Questa cultura è stata la prima cultura in Polonia nota per aver utilizzato il cavallo addomesticato, mentre i suini divennero un'importante fonte di cibo. Animali rituali, in particolare bovini, sono stati trovati in alcuni luoghi di sepoltura, spesso con due o più individui sepolti insieme a corredi di oggetti anche bizzarri come tamburi. Le genti delle anfore globulari furono coinvolte nel commercio dell'ambra verso sud. Le loro sepolture megalitiche includevano corredi di ceramiche, utensili in pietra e regali ornamentali.
La cultura di Baden nel sud della Polonia è stata l'ultima delle culture di ascendenza danubiane tra il 3200 e il 2600 a.C. Produsse vasi caratteristici con decorazioni protunmberanti. Una grande insediamento fortificato della cultura di Baden cultura è stato trovato presso Bronocice vicino a Pińczów.
Vi erano poi ancora comunità di cacciatori-raccoglitori nelle foreste. Alcune di loro sopravvissero fino alla prima età del bronzo.

### Tardo neolitico ed eneolitico

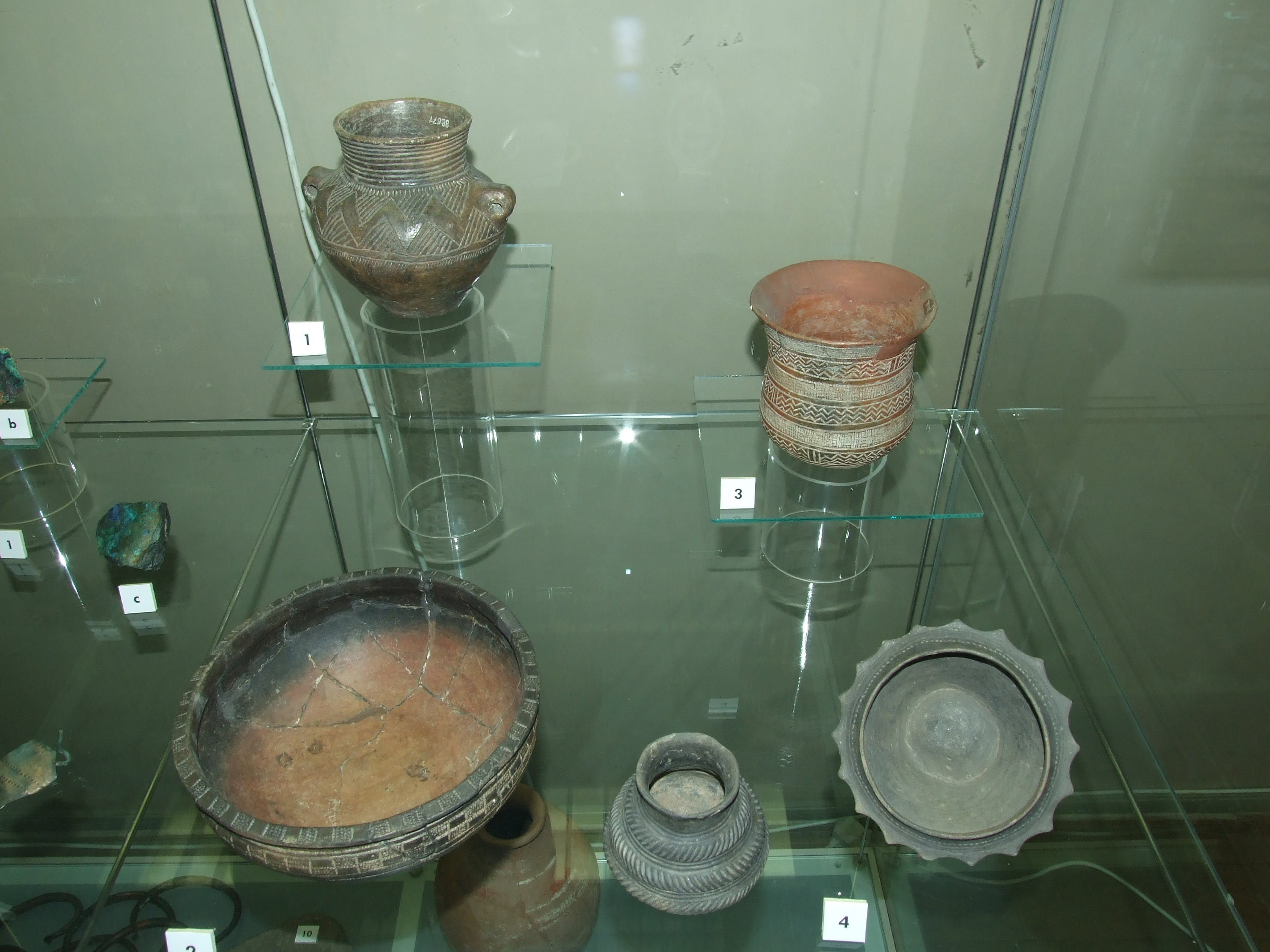
Ceramiche cordate e campaniformi

La cultura della ceramica cordata si diffuse nell'Europa centrale ed orientale tra il 3000 e il 2000 a.C., secondo alcune ipotesi come risultato di migrazioni di popolazioni nomadi dalle steppe del Mar Nero mentre secondo altri studiosi rappresenterebbe uno sviluppo autonomo dei gruppi delle anfore globulari della Piccola Polonia e di altri gruppi affini. È stata una cultura pastorale, almeno nelle sue fasi iniziali, per la maggior parte priva insediamenti permanenti e conosciuta principalmente tramite le sepolture. Si mossero insieme con le loro mandrie di bovini, ovini, caprini e cavalli lungo le valli dei fiumi del sud della Polonia, ma erano impegnati anche nell'estrazione della selce e alla produzione di strumenti e armi per uso proprio e il commercio.
Una sepoltura principesca di questa cultura è stata ritrovata a Szczytna, Voivodato dei Precarpazi. La tomba, situata 3 metri sotto terra, conteneva lo scheletro di un uomo e ricco corredo funerario con oggetti di grande valore in rame, contenitori, utensili in pietra e punte di freccia. La sepoltura apparteneva ad un capo-guerriero e presenta evidenti analogie con reperti della Transilvania, una testimonianza dei contatti culturali geograficamente estesi dei nomadi della cultura della ceramica cordata.
La cultura di Rzucewo (dal nome del villaggio vicino a Puck in cui le scoperte hanno avuto luogo) fu sviluppata da alcune popolazioni settentrionali della cultura della ceramica cordata, specializzate nello sfruttamento delle risorse del mare e coesistette con la cultura madre. I loro insediamenti, composti da caratteristiche case protette dall'erosione del mare, erano situati lungo la baia di Danzica e ad est di lì. Erano dediti alla pesca e la caccia, soprattutto di foche, allora numerose lungo la costa del Mar Baltico. Le genti di cultura Rzucewo produssero e scambiarono oggetti di ambra.
Dalla parte opposta della Europa (penisola iberica) provennero le genti della cultura del vaso campaniforme. Prende il nome dalla forma delle loro ceramiche tipiche, accuratamente rifinite e riccamente ornate. Il sud-ovest della Polonia fu il limite della loro espansione orientale. Grazie alla loro mobilità, le genti campaniformi contribuirono a diffondere nuove invenzioni, ed un'ulteriore sviluppo della metallurgia, su vaste aree dell'Europa.

## Unetice e altre culture dell'età del bronzo

### Antica età del bronzo
Le culture di cui sotto costituiscono il primo periodo dell'età del bronzo in Polonia, circa 2300-1600 a.C.

#### Cultura di Unetice
L'età del bronzo in Polonia, così come altrove in Europa centrale, inizia con l'innovativa cultura di Unetice, esistente in Slesia e una parte della Grande Polonia durante il primo periodo di questa era, cioè dal 2200-1600 a.C. circa. Le origini di questa società agricola sono da ricercare nelle tradizioni conservatrici ereditate dalle popolazioni della cultura della ceramica cordata e i nuovi elementi dinamici importati persone dalla cultura del vaso campaniforme. Significativamente, le genti Unetice coltivavano contatti con le culture altamente sviluppate del bacino dei Carpazi, per mezzo delle quali ebbero legami commerciali con le culture della Grecia arcaica. La loro cultura aveva anche influenze provenienti dalle civiltà più sviluppata in quel tempo, quelle del Medio Oriente.
Caratteristica della società Unetice era maggiore ricchezza generale che ha sviluppato una certa stratificazione sociale, rispetto a alle culture tardo neolitiche. Gli oggetti in bronzo, spesso di oggetti di lusso o di prestigio, erano molto richiesti come simboli di potere e di importanza e si trovano tipicamente nelle tombe dei "principi". Quattordici di questi luoghi di sepoltura, tumuli circolari di terra sopra strutture di argilla, pietra e legno, un po' più grande di 30 metri di diametro, sono stati trovati in Łęki Małe presso Grodzisk Wielkopolski, eretti tra il 2000-1800 a.C. che suggeriscono l'esistenza di una dinastia locale. La proliferazione di oggetti in bronzo prodotti localmente (i pugnali tipo-Unetice erano molto richiesti in tutta Europa e in Anatolia), lontano dai centri di estrazione del minerale o dell'artigianato del bronzo mostrano che le élite erano in grado di controllare le rotte commerciali, che includevano anche il trasporto dell'ambra dalle rive del Mar Baltico verso il Mar Egeo. Molti tesori nascosti (per motivi sconosciuti) in bronzo sono stati trovati, tra cui uno a Pilszcz vicino a Głubczyce. Stilisticamente raffinate, le ceramiche Uneticea mostrano ispirazione dai vasi achei ottenuti attraverso il commercio. Insediamenti fortificati furono edificati; un sito che è stato utilizzato e ha attraversato una serie di fasi di occupazione durante il periodo 2000-1500 a.C., è quello di Bruszczewo nel distretto di Kościan. Resti di insediamenti e cimiteri sono stati scoperti intorno a Breslavia e altrove in Bassa Slesia, tra cui un laboratorio di trasformazione di ambra a Nowa Wieś, nel distretto di Bolesławiec.
La natura delle armi e di altri oggetti trovati nei siti Unetice suggerisce uno stato cronico di guerra e l'emergere di una classe guerriera. Una delle più sviluppate al tempo, la cultura di Unetice alla fine soccombe al degrado sociale ed economico; la sua scomparsa potrebbe essere stato accelerata dalle incursioni distruttive condotte dai guerrieri della belligerante cultura dei tumuli, che alla fine la soppiantò.

#### Cultura di Iwno
La cultura di Iwno, dal nome Iwno vicino a Szubin, era una cultura contemporaneo della cultura di Unetice. Situato in Cuiavia, Pomerania orientale (Danzica) e nord-est della Grande Polonia, venne influenzata dalla cultura Unetice, da cui furono importati gli oggetti in bronzo, e aveva anche molti tratti comuni con la cultura di Mierzanowice. I vasi di creta erano accuratamente rifiniti e l'allevamento degli animali era un cardine dell'economia.

#### Gruppo di Płonia
Il gruppo Płonia, di un periodo analogo, dal nome di un quartiere di Stettino, si estendeva sulla Pomerania polacca centrale e occidentale; è nota per le sepolture di pietra in cista.

#### Cultura di Mierzanowice
Ad oriente della cultura di Unetice, nella piccola Polonia e più a nord nella regione della Masovia, più o meno durante lo stesso arco di tempo, si estendeva il territorio della cultura di Mierzanowice, dal nome del sito-tipo vicino a Opatów. Queste genti, culturalmente discendenti della cultura della ceramica cordata, in un primo momento vissero come allevatori di bestiame nomadi, ma intorno al 2200 a.C. iniziarono l'edificazione di insediamenti permanenti e si diedero all'agricoltura. La cultura di Mierzanowice era una società conservatrice, che spesso utilizzava ancora strumenti di pietra, riservando il rame alle decorazioni.
Il gruppo di Pleszów della cultura di Mierzanowice diede origine al più significativo degli insediamenti fortificati dell'età del bronzo polacca, che si trova in prossimità Trzcinica presso Jasło. È stato costruito su un'altura con l'area iniziale chiusa di 0,6 ettari. È rimasta in uso continuo dal circa 2100-1300 a.C. ed è spesso soprannominata la Troia dei Carpazi. L'area è stata un luogo di esplorazioni archeologiche negli ultimi cento anni, ma solo le ricerche più recenti hanno messo in mostra il vero valore del sito per la comprensione dei primi sviluppi dell'età del bronzo dell'Europa centrale. 30.000 manufatti gruppo del Pleszów sono stati rinvenuti. Alcuni degli oggetti recuperati, così come la natura delle strutture difensive, rivelano i contatti del gruppo di Pleszów con i popoli dei Carpazi.

#### Cultura di Strzyżów
Appartenente allo stesso ambito culturale di quella di Mierzanowice, ancora più ad est era situata la cultura di Strzyżów, dal nome del villaggio vicino a Hrubieszów.

### Media età del bronzo

#### Cultura di Otomani-Füzesabony

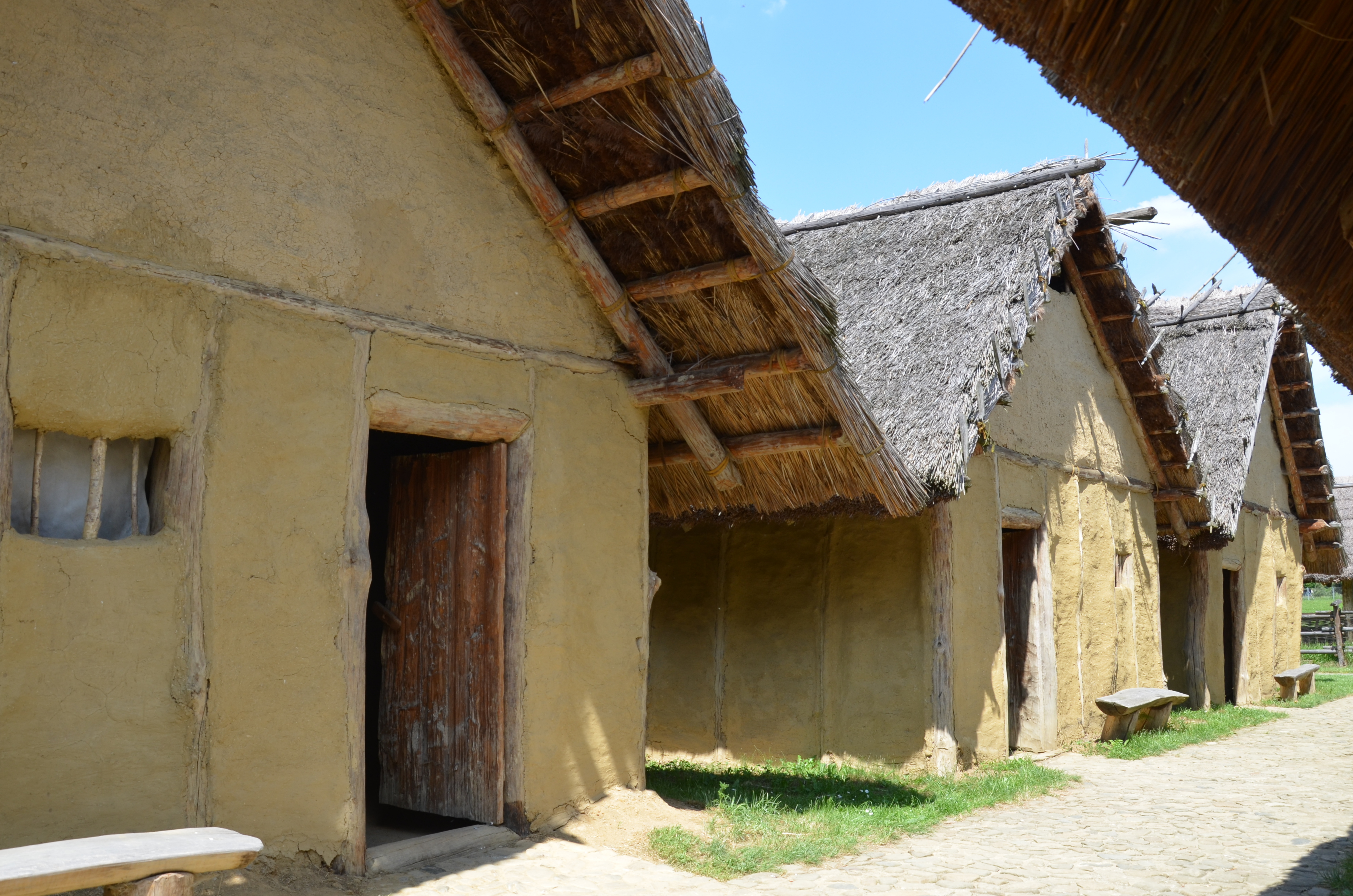
Abitazioni ricostruite

Le altamente avanzate genti della cultura di Otomani-Füzesabony arrivarono nell'area del villaggio di Trzcinica intorno al 1650 a.C., provenienti dalle regioni a sud dei Carpazi. Assimilarono la popolazione locale e crearono una più potente roccaforte ricostruendo e ampliando con notevole ingegnosità tecnica le strutture esistenti. Le genti di cultura Otomani hanno lasciato oltre 60.000 reperti (tra cui, a differenza di quelli del popolo di Mierzanowice, numerosi articoli di lusso in bronzo), molti dei quali sono una manifestazione dei loro stretti legami con le culture dell'area mediterranea. La fortezza di Trzcinica venne bruciata, ricostruita e ampliato ancora una volta, e dopo il 1350 a.C. abbandonata per più di duemila anni. L'insediamento è stato ripopolato dagli Slavi solo intorno al 770-780.

#### Cultura di Trzciniec
Le culture di Strzyżów e Mierzanowice (e la parte più meridionale della cultura di Iwno) furono sostituiti dalla cultura di Trzciniec. Prende il nome dal sito di Trzciniec vicino a Puławy e durò dal 1700 al 1100 a.C.. Era probabilmente composta da diverse popolazioni post-neolitiche, la cui caratteristica comune era il tipo di ceramica. La loro produzione di oggetti in bronzo fu tarda e diffusa solo nella parte occidentale.
Una importante sepoltura kurgan della cultura di Trzciniec, in uso dal 1500 al 1200 a.C. circa, si è conservata a Dacharzów nei pressi di Sandomierz.
Piccoli insediamenti sparsi e attività di artigianato primitive si pensava che fossero le caratteristiche del periodo della cultura di Trzciniec. Tuttavia siti ben più sviluppati sono stati scoperti nei pressi di Polesie, con oggetti datati al 1530-1210 a.C.. Lo spazio abitativo utilizzato, un completo "microcosmo", occupava un'area di 17 ettari ed era delimitata da due corsi d'acqua, con campi, pascoli e officine. Venivano allevati bovini e suini, mentre i contadini coltivavano avena, frumento e orzo, causando la devastazione dell'ambiente circostante. Gli scheletri esaminati indicano che fosse diffusa la carie. Tra le molte migliaia di reperti di particolare interesse sono mazze di pietra cerimoniali con un manico di legno, che indicano influenze dalla lontana Mesopotamia e l'Oriente in generale. La fusione e la lavorazione del bronzo era ben sviluppata e il sale veniva importato dalle regioni più a sud.

#### Cultura dei tumuli
La cultura proto-lusaziana dei Tumuli o cultura dei tumuli, di origine danubiana, si diffuse nelle terre polacche occidentali durante il periodo compreso tra il 1700 e il 1400 a.C., e contribuì alla nascita e crescita della cultura dei campi di urne. Intorno al 1400 a.C. fu sostituita dalla cultura lusaziana. La cultura dei tumuli era un complesso di culture, che sostituitì la cultura di Unetice e il cui tratto comune era un tumulo funerario di terra e pietre. Le sepolture erano ad inumazione, in contrasto con la pratica della cremazione della successiva cultura dei campi di urne. Non sono noti insediamenti lasciati dalle genti dei tumuli, che praticavano principalmente l'allevamento. Svilupparono la metallurgia del bronzo, in larga misura, soddisfacendo i propri bisogni per la produzione di armi e oggetti riccamente decorati. La loro classe sociale dominante erano i guerrieri, che erano uguali ed erano gli unici uomini che avevano il diritto ad una sepoltura a tumulo.

#### Cultura di Piliny
La cultura di Piliny (1500-1200 a.C.), dell'Ungheria e della Slovacchia, si diffuse anche nel sud della piccola Polonia, dove ha lasciato tesori di bronzo, ed è un primo esempio della cultura dei campi di urne. Questa cultura si caratterizzava per la cremazione dei corpi dei defunti, le cui ceneri erano deposte in urne (spesso dotate di piccole aperture, presumibilmente per permettere all'anima di fuggire). Le urne venivano sepolte, a volte formando enormi veri e propri cimiteri con migliaia di urne.

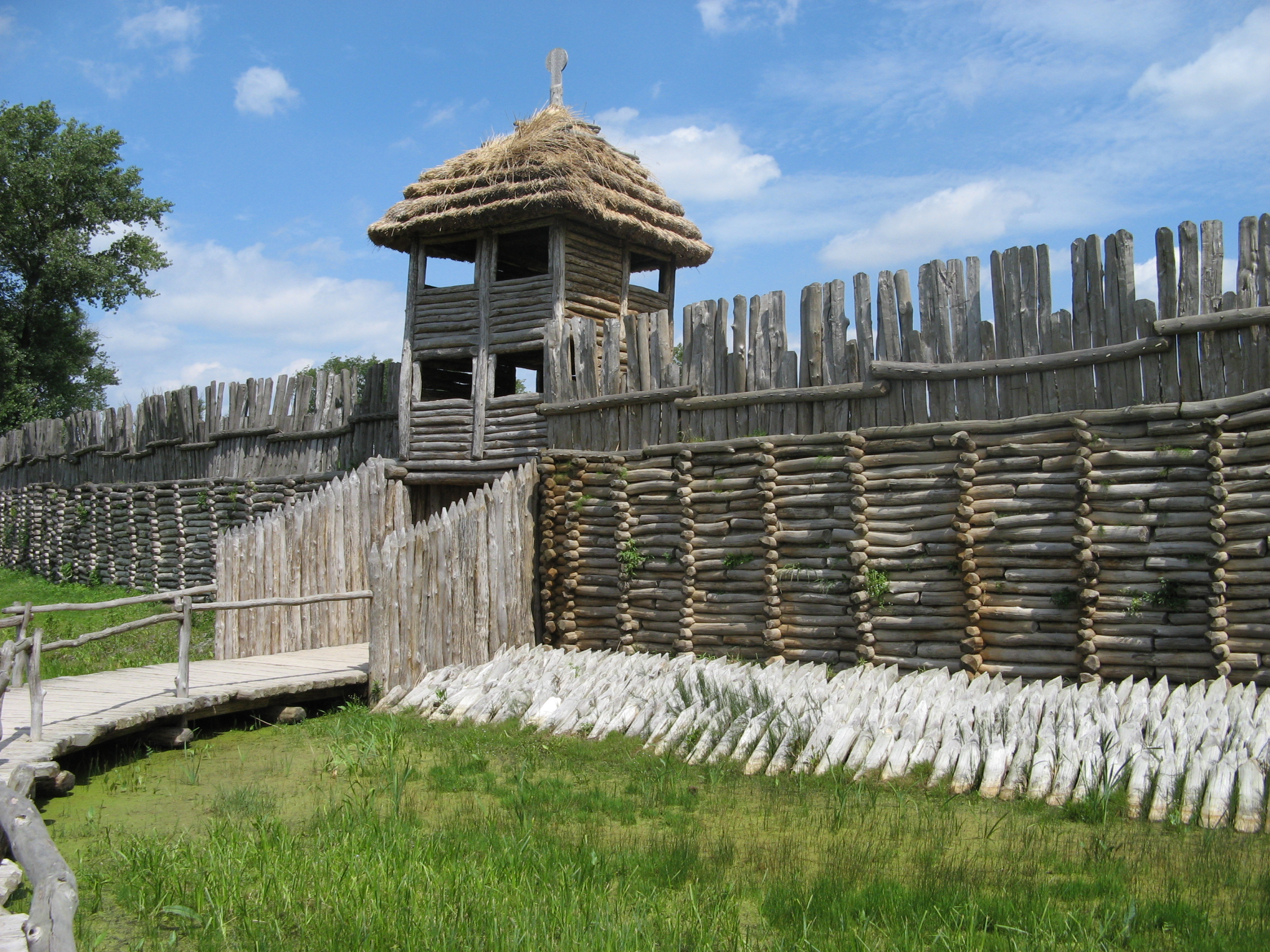
Biskupin